# مدیریت قرارداد
مدیریت قرارداد، مدیریت توافقنامه‌ها و قراردادهایی است که با مشتریان، فروشندگان، شرکا یا کارمندان منعقد می‌شود. مدیریت قرارداد شامل مذاکره در مورد شرایط و ضوابط قراردادها و حصول اطمینان از رعایت شرایط و ضوابط، و همچنین مستندسازی و توافق در مورد هرگونه تغییر یا اصلاحیه‌ای است که ممکن است در طول اجرا یا پیاده‌سازی قرارداد ایجاد شود. می‌توان مدیریت قرارداد را به عنوان فرایند مدیریت نظام مند و کارآمد ایجاد، اجرا و ارزیابی قراردادها به منظور بیشینه کردن عملکرد مالی و عملیاتی و به حداقل رساندن ریسک خلاصه کرد.
قراردادهای بازرگانی رایج شامل سفارش‌های خرید، فاکتورهای فروش، قراردادهای آب و برق، نامه‌های استخدام مشاوران و متخصصان و قراردادهای ساخت‌وساز می‌شود. اغلب در پروژه‌های ساختمانی، کالاها یا خدماتی که به شدت تحت نظارت هستند، کالاها یا خدماتی با مشخصات فنی دقیق، توافق‌نامه‌های مالکیت فکری (IP)، برون‌سپاری‌ها و بازرگانی بین‌المللی، قراردادهای پیچیده الزامی هستند. بیشتر قراردادهای بزرگتر نیازمند استفاده مؤثر از نرم‌افزار مدیریت قرارداد برای کمک به مدیریت قرارداد بین طرفین متعدد هستند. در قراردادها ممکن است برای هر طرف، فردی با نقش مدیریت قرارداد و فرآیندهایی که قرارداد باید از طریق آنها اجرا، بررسی و اصلاح شود تعیین و تشریح شود.
براساس یافته‌های یک پژوهش منتشر شده در سال ۲۰۰۷، برای «۴۲٪ از بنگاه‌ها… محرک اصلی برای بهبود مدیریت قراردادها، نیاز برای ارزیابی بهتر و کاهش ریسک‌ها بوده است» و افزون بر این، «تقریباً ۶۵٪ از بنگاه‌ها گزارش می‌دهند که مدیریت چرخه عمر قرارداد (CLM) مواجهه با ریسک مالی و حقوقی را بهبود داده است».